# Neuhof (Hof)

Blick über Neuhof

Neuhof ist ein Stadtteil der kreisfreien Stadt Hof (Saale) in Bayern.

## Geschichte
Die Geschichte Neuhofs lässt sich gesichert bis in die Mitte des 15. Jahrhunderts zurückverfolgen, als die Hospitalstiftung dort ein Vorwerk (ein selbst bewirtschaftetes Gut) besaß. Ungesicherten Quellenangaben zufolge soll Neuhof schon 1353 bestanden haben. Im Jahr 1869 wurde Neuhof  nach Hof eingemeindet.
1896 wurde im Stadtteil Neuhof die Baumwoll-Spinnerei Neuhof gegründet. Nach der Umstrukturierung 2010 blieben 188 Arbeitsplätze erhalten.
In Neuhof befinden sich die Pfarrgebiete der evangelischen Kreuzkirche und der katholischen Kirche St. Konrad.

## Verkehr
Der Stadtteil Neuhof ist  an die Zugstrecke von Hof Hbf nach Bad Steben mit dem Bahnhof Hof-Neuhof angebunden. Zwischen 1902 und 1973 gab es östlich dieser Station den Haltepunkt Hof Nord an der Bahnstrecke Leipzig–Hof.

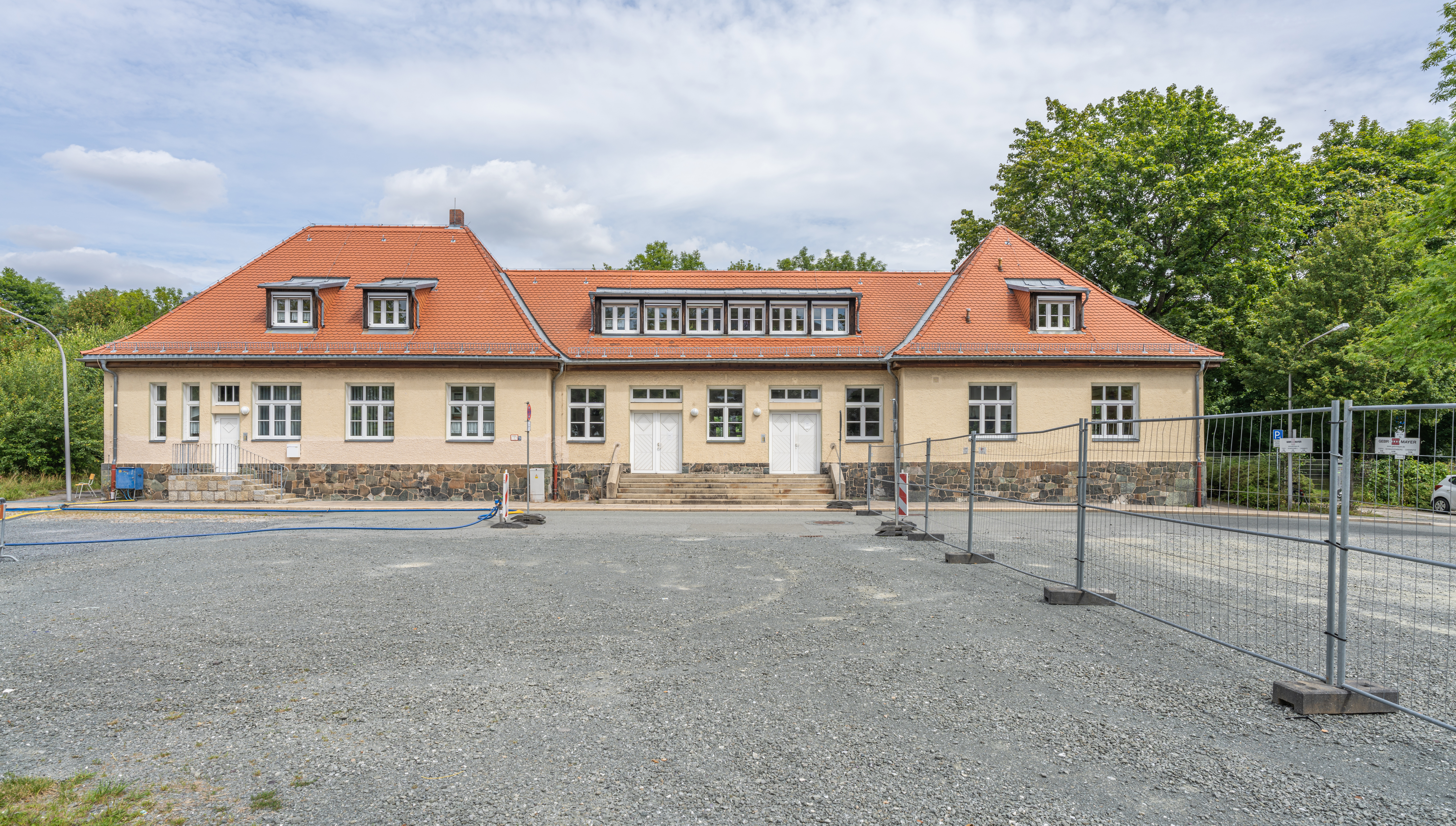
Bahnhof Neuhof

Durch Neuhof verläuft in Nord-Süd-Richtung die vierspurige Hauptverkehrsachse der Stadt Hof, die Ernst-Reuter-Straße (B 2), als Stadtautobahn. In westliche Richtung verläuft die vierspurige Kulmbacher Straße (B 15) als Zubringer zur Autobahn A 9 (Berlin/Nürnberg) mit der Einfahrt Hof-West. Im Verlauf der Staatsstraße 2461 in Richtung Konradsreuth erreicht man den Verkehrslandeplatz Hof-Plauen. In östlicher Richtung verläuft die A 93, die weiter über die Oberpfalz nach Regensburg führt.

Ernst-Reuter-Straße in Neuhof

## Sehenswürdigkeiten und Einrichtungen

### Kultur
In Neuhof befindet sich die Freiheitshalle, der das Vier-Sterne-Hotel Central und die KunstPassageHof angegliedert sind. Auf dem Volksfestplatz hinter der Freiheitshalle finden regelmäßig Festivals und das alljährliche Hofer Volksfest statt.

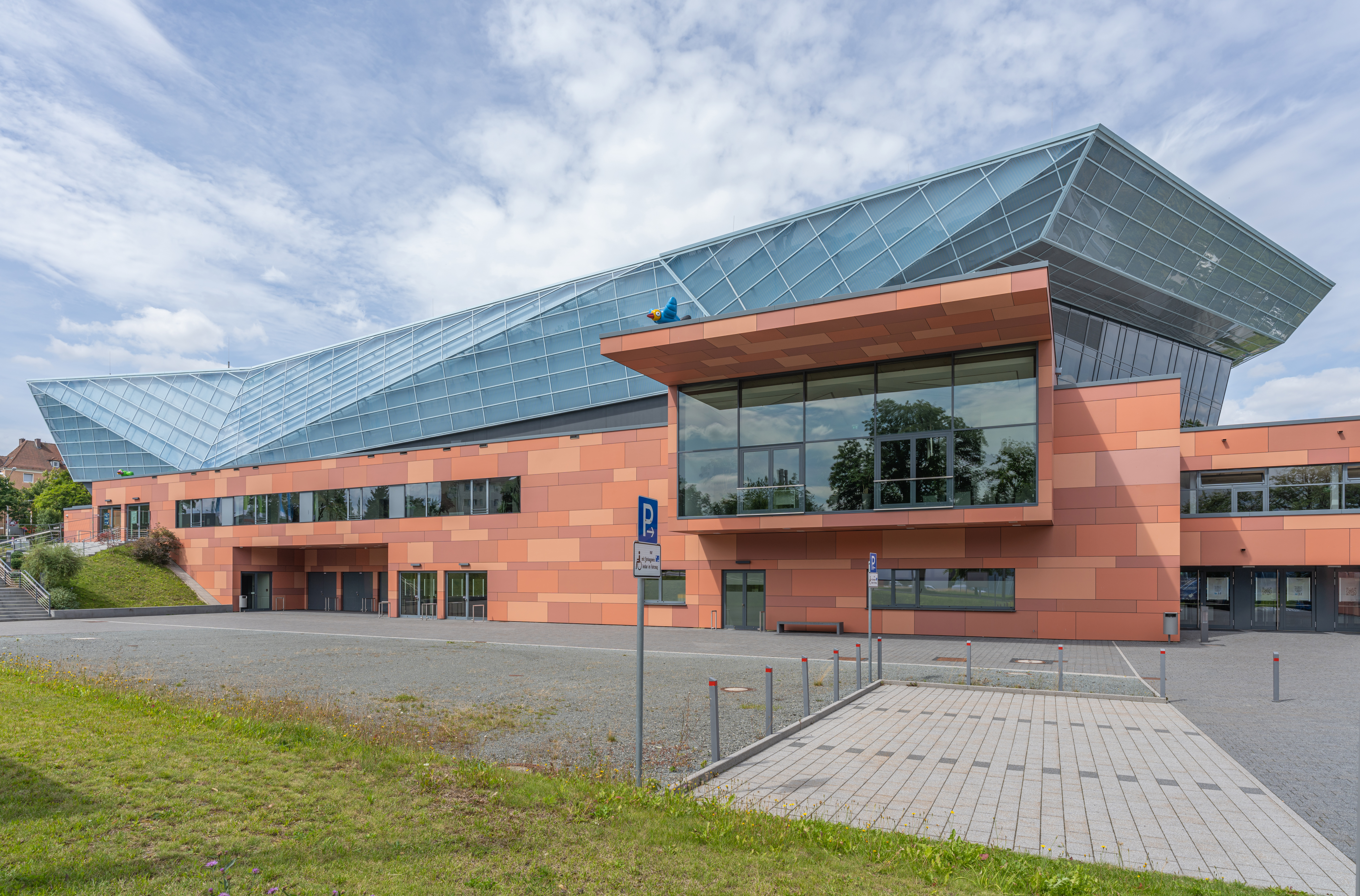
Hofer Freiheitshalle
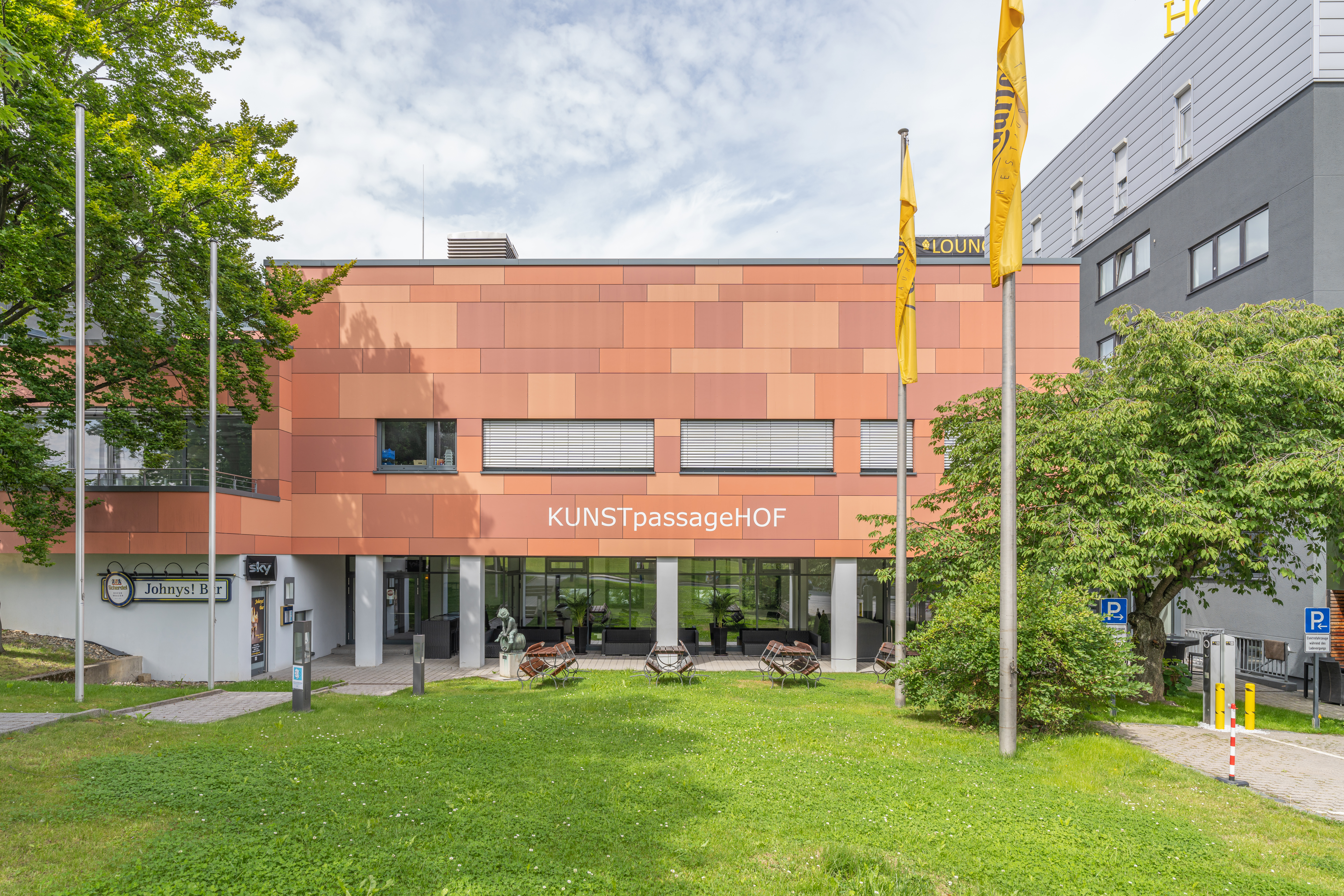
KUNSTpassageHOF
Hofer Volksfest
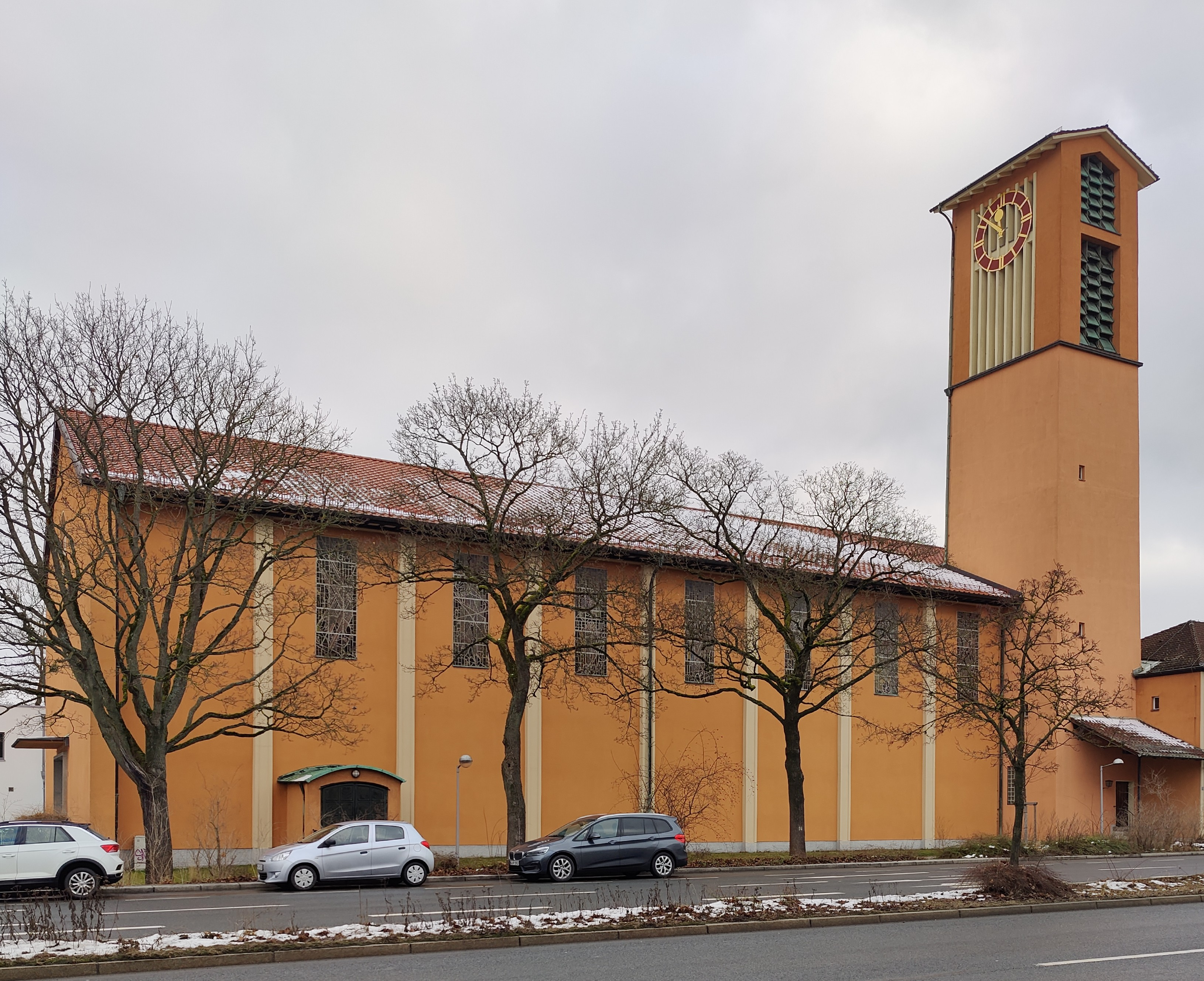
Pfarrkirche St. Konrad
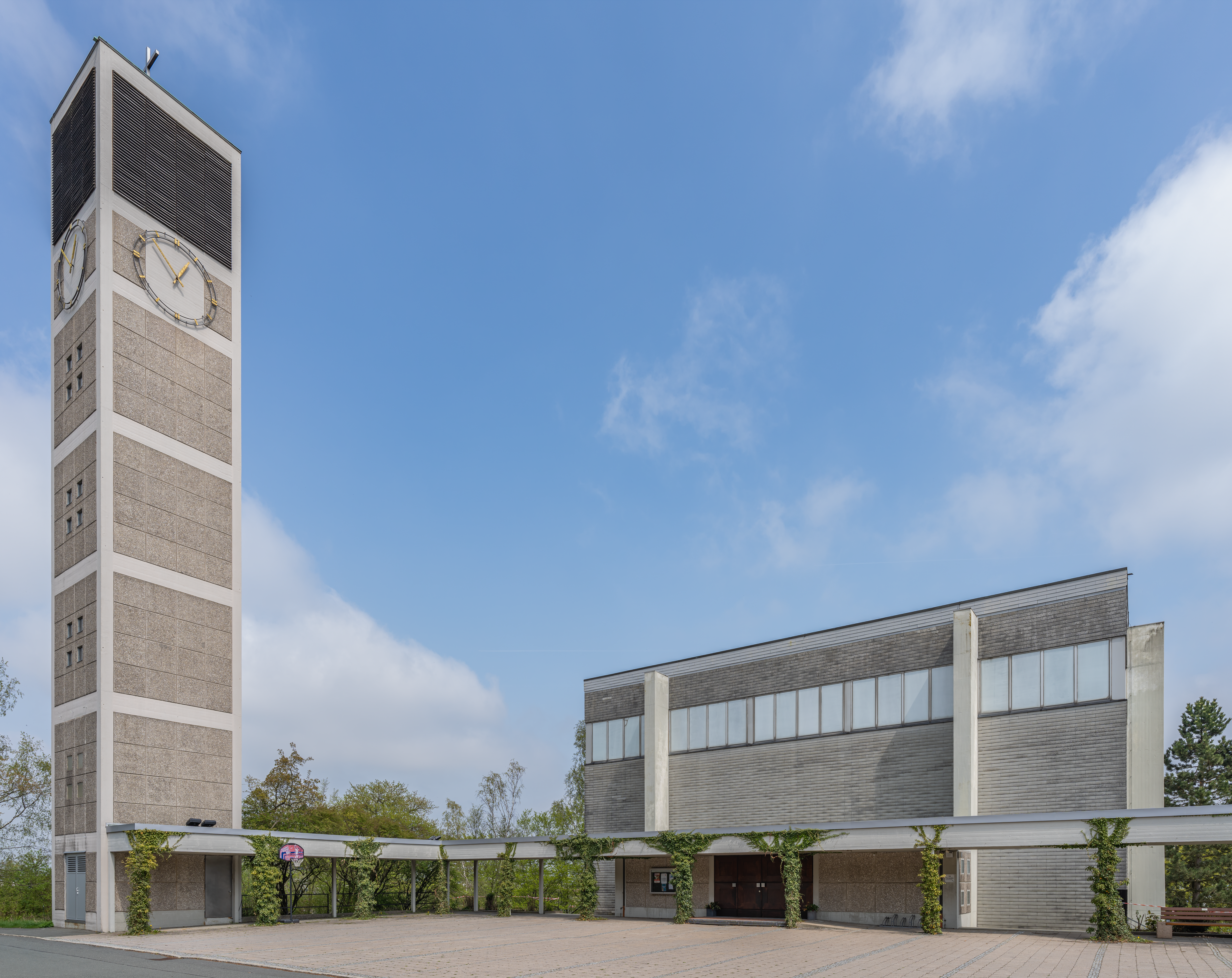
Kreuzkirche

### Öffentliche Einrichtungen
Das Landesamt für Umwelt unterhält in Neuhof seinen zweitgrößten Standort, auch die Hofer Geschäftsstelle der AOK befindet sich im Stadtteil. Ein bedeutendes Unternehmen ist die 1896 gegründete Spinnerei Neuhof in der Dr.-Enders-Straße.
In Neuhof befindet sich die Eichendorffschule.
Da der Stadtteil Neuhof über keine Feuerwehr verfügt, wird bei Bedarf die Freiwillige Feuerwehr Hof alarmiert.

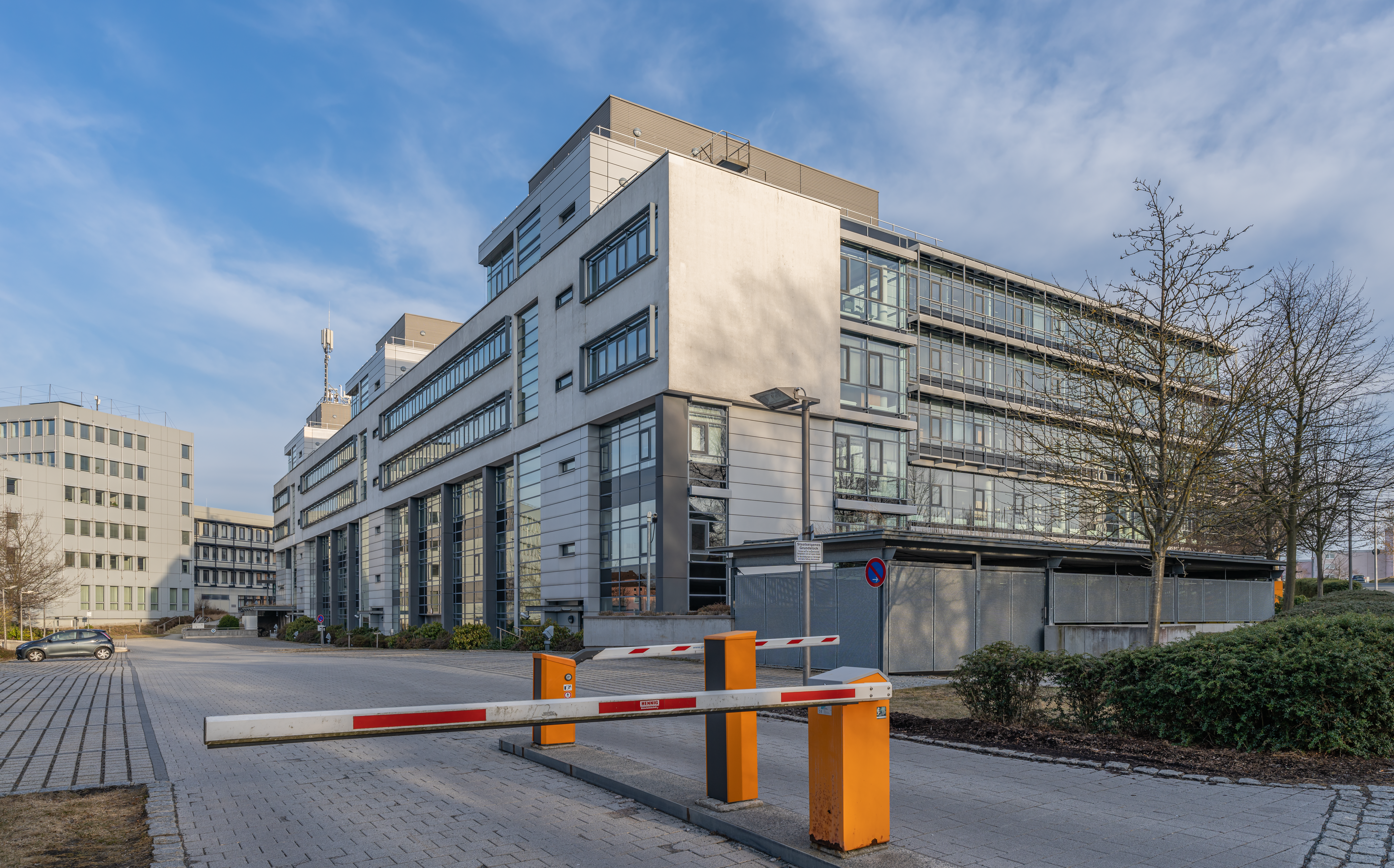
Landesamt für Umwelt
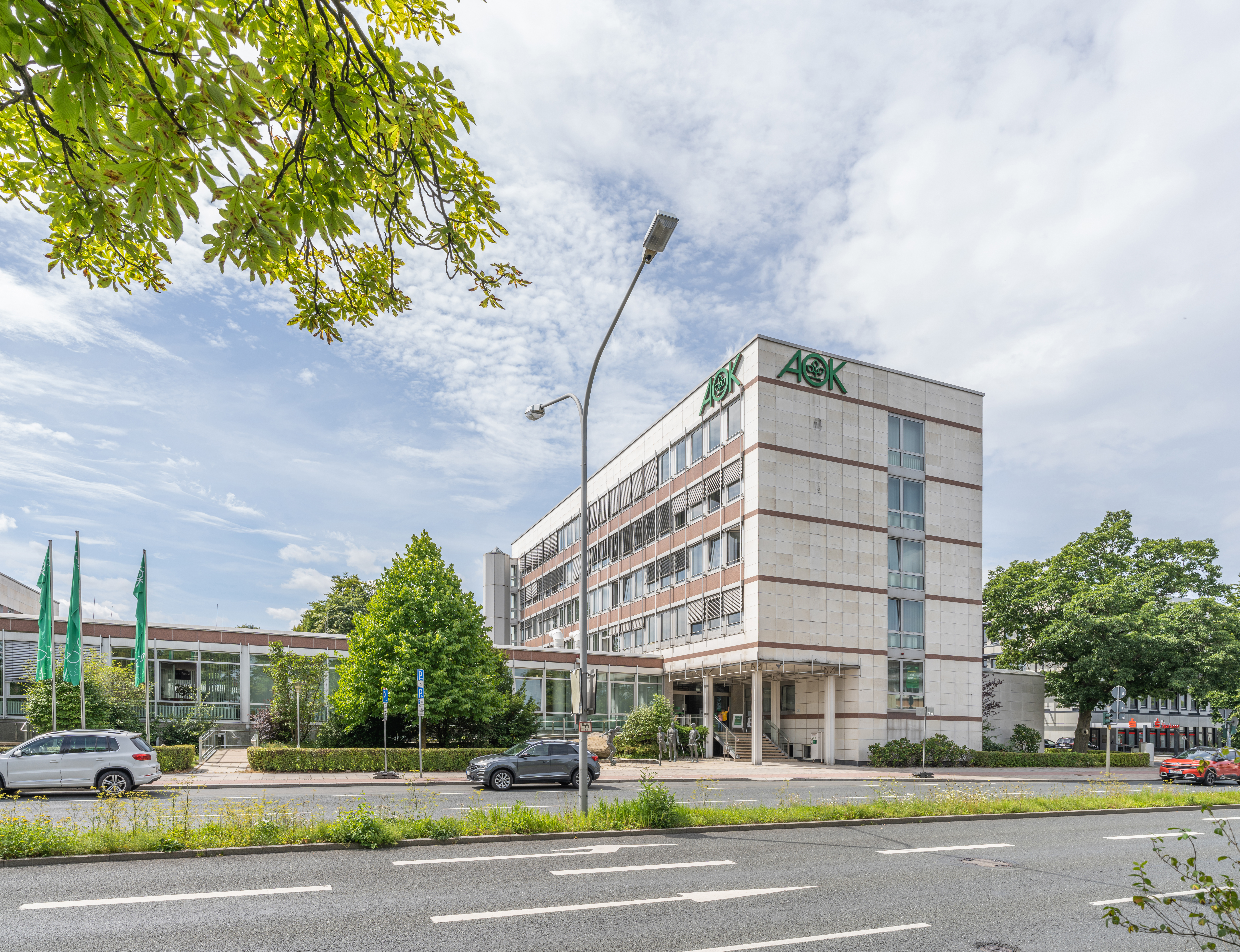
AOK-Geschäftsstelle Hof
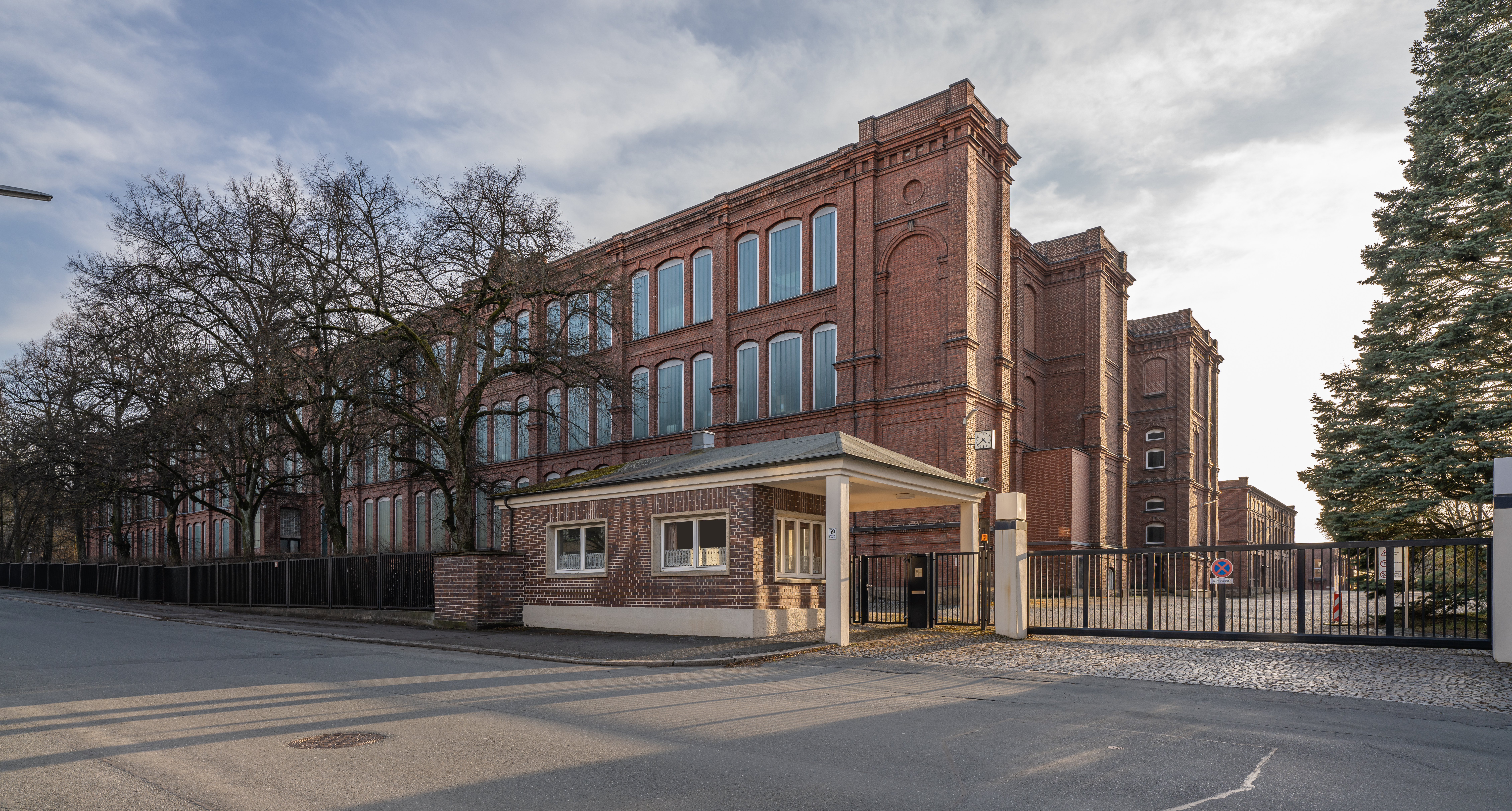
Spinnerei Neuhof